# Skawinka
Skawinka – rzeka w województwie małopolskim, prawy dopływ Wisły, do której uchodzi koło Skawiny na wysokości 209 m. Ma powierzchnię dorzecza 365 km² Według Komisji Standaryzacji Nazw Geograficznych poza Granicami Rzeczypospolitej Polskiej Harbutówka to górny bieg Skawinki, aż do ujścia Głogoczówki, skąd przybiera nazwę Skawinka. Tak mierzona Skawinka ma długość 34 km, natomiast średni jej przepływ wynosi 2,90 m³/s (9,6 km od ujścia).
Rzeka płynie przez Pogórze Wielickie i dolinę Wisły. Główne dopływy: Mogiłka, Cedron (lewe), Rzepnik, Lutówka, Włosanka, Pasieka, Głogoczówka (prawe).

## Przebieg
Skawinka jako Harbutówka ma źródła na wysokości około 570 m na północnych stokach  Bieńkowskiej Góry w Paśmie Babicy. Spływa przez miejscowość Harbutowice w północno-wschodnim kierunku doliną oddzielającą Pasmo Babicy od Wzgórz Lanckorońskich. W Sułkowicach zmienia kierunek na północny i płynie do Biertowic. Na tym odcinku jej dolina oddziela Wzgórza Lanckorońskie od Pasma Barnasiówki i Pasma Bukowca. W Biertowicach znów zmienia kierunek na północno-wschodni i płynie pomiędzy miejscowościami Wola Radziszowska i Krzywaczka do Głogoczowa, w którym łączy się z rzeką Głogoczówka, tworząc Skawinkę. Następuje to na wysokości 226 m, w miejscu o współrzędnych 49°54′25,2″N 19°49′55,7″E/49,907000 19,832139. Następnie Skawinka zmierza dalej na północ, po lewej stronie mijając Rzozów i pod koniec przepływając przez miasto Skawinę, z jej historycznym centrum na prawym brzegu. Skawinka uchodzi do Wisły na granicy administracyjnej współczesnego Krakowa, mniej niż trzy kilometry w górę rzeki od opactwa w Tyńcu.
Do końca XIX wieku przebieg Skawinki zgodnie z tradycją rozpoczynano natomiast na wschodnich stokach Chełmu (604 m) w Beskidzie Makowskim w miejscowości Skawinki. Tak więc dawna Skawinka (Zachodnia), obecnie Cedron, w początkowym biegu płynie w kierunku północnym rozdzielając Leśnicę na zachodzie od Lanckorony na wschodzie. Następnie przepływała przez Brody (w 1950 granicę Kalwarii Zebrzydowskiej przesunięto na wschód aż do rzeki) i Zebrzydowice, za którymi skręca na wschód, od południa mijając Przytkowice, dalej rozdzielając Leńcze i Podolany na północy od Zarzyc Wielkich i Małych na południu (pierwotnie te cztery miejscowości stanowiły jedną wieś o nazwie Lencze). W Woli Radziszowskiej Skawinka (Zachodnia)/Cedron skręca w kierunku północno-wschodnim, aby w Radziszowie połączyć się ze Skawinką właściwą.

## Historia
Nazwa rzeki pochodzi od słowa "SbKATI – kręcić", co odzwierciedla kręty charakter rzeki.

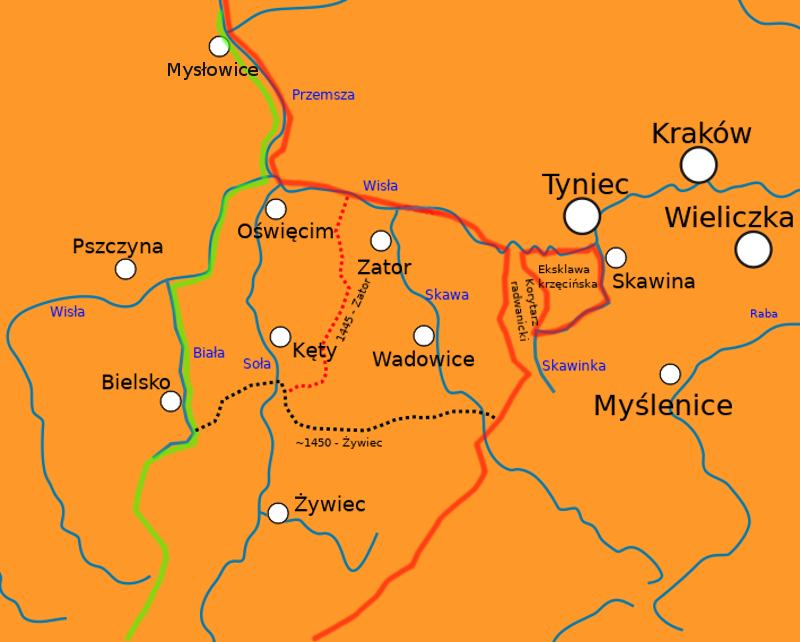
Średniowieczne zmiany granic wokół Oświęcimia i Krakowa

W XIII wieku nazwę Skawinka odnoszono do dzisiejszego Cedronu. Stanowiła ona od 1274 roku historyczną granicę pomiędzy śląskim księstwem opolsko raciborskim a dzielnicą senioralną i Małopolską, z wyjątkiem korytarza radwanickiego. W wyniku kolejnych podziałów w wyniku rozbicia dzielnicowego po stronie śląskiej następowały księstwa cieszyńskie (od około 1290), oświęcimskie (od około 1315) i zatorskie (od 1445). W 1320 dzielnica senioralna weszła w skład odrodzonego królestwa polskiego, natomiast siedem lat później księstwo oświęcimskie stało się lennem czeskim, co podniosło rzekę do rangi granicy międzynarodowej. Po tym jak granica ta utrwaliła się kilkadziesiąt lat później po zrzeczeniu się praw do Śląska przez Kazimierza Wielkiego, władca ten w 1364 ulokował nowe miasto graniczne Skawinę, które to wzięło swoją nazwę właśnie od rzeki, podobnie zresztą jak miejscowość Skawinki, której przywilej lokacyjny wystawiono pięć lat wcześniej na zamku lanckorońskim. Status graniczny stracił na znaczeniu wraz z zakupem księstwa zatorskiego przez króla polskiego w 1494 aż do jego całkowitej inkorporacji w 1564.
Po założeniu miasta, klasztoru i drogi krzyżowej w Kalwarii Zebrzydowskiej na przełomie XVI i XVII wieku rzekę w górnym jej biegu zaczęto nazywać „Cedronem”, choć nazwa ta dotyczyła początkowo jedynie odcinka długości około jednego kilometra przepływającego przez teren dróżek kalwaryjskich. Czasem nazywano też rzekę Cedron Skawinką Zachodnią, a Głogoczówkę Skawinką Wschodnią. Wyraźne przetasowanie nazewnictwa odcinków rzek zaczęło się pojawiać na mapach z końca XIX wieku, gdzie za sprawą austriackich kartografów Skawinką nazwano odcinek rzeki powstałej z połączenia potoków Harbutówki i Skotnicy w Biertowicach i przebiegający przez Radziszów aż do ujścia. Główny lewobrzeżny dopływ od strony Woli Radziszowskiej, dawna Skawinka Zachodnia od Skawinek nosi nazwę Cedron. Mimo to nadal spotykane są mapy i przewodniki wierne tradycyjnemu przebiegowi od Skawinek.